# Ronnie Beer
Ronald Irving „Ronnie“ Beer (* 1941 in Kapstadt) ist ein südafrikanischer Jazzmusiker (Tenor- und Altsaxophon, Flöte).
Beer hatte Anfang der 1960er-Jahre in Kapstadt ein eigenes Quintett (u. a. mit Tete Mbambisa und Selwyn Lissack). Mit seiner Swinging City Six spielte er auf dem National Jazz Festival in Johannesburg 1963 und gewann dieses. Dort trat er auch in Chris McGregors Castle Lager Big Band auf (The African Sound, 1963). 1964 war er Mitglied der Jazz Disciples. Nachdem er Südafrika verlassen hatte, kam er nach London. In der zweiten Hälfte der 1960er-Jahre war er Mitglied im Sextett von Chris McGregor; ab 1967 gehörte er zur ersten Formation von McGregors Brotherhood of Breath. 1968 zog er nach Paris und trat mit Sunny Murray in Berlin auf. Er wirkte auch bei Aufnahmen von Gwigwi Mrwebi, Tunji Oyelana, Kenneth Terroade und Alan Silvas Celestrial Communication Orchestra mit. Im Bereich des Jazz war er zwischen 1967 und 1971 an neun Aufnahmesessions beteiligt. 1973  ging Beer nach Südafrika, dann nach Ibiza, wo er nicht mehr als Musiker, sondern als Zimmermann im Bootsbau arbeitete.